# Grünberg (Brand)
Grünberg ist ein Weiler auf der Gemarkung Brand im oberpfälzischen Landkreis Tirschenreuth.

## Geografie
Der Weiler liegt im Südwesten des Fichtelgebirges und wird von der Fichtelnaab durchflossen, die der rechte Quellfluss der Waldnaab ist. Grünberg ist ein Ortsteil der Gemeinde Brand und liegt einen Kilometer südwestlich von deren Gemeindesitz.

## Geschichte
Das bayerische Urkataster zeigt Grünberg in den 1810er Jahren als einen aus drei Herdstellen bestehenden Ort, in dessen Zentrum ein heute nicht mehr bestehendes Hammerwerk steht. Seit dem bayerischen Gemeindeedikt von 1818 gehört der Weiler zur politischen Gemeinde Brand, die aus sieben Orten besteht.
| Jahr          | 001875 | 001885 | 001900 | 001925 | 001950 | 001961 | 001970 | 001987 |
| Einwohnerzahl | 50     | 45     | 49     | 55     | 78     | 17     | 60     | 35     |

## Baudenkmäler

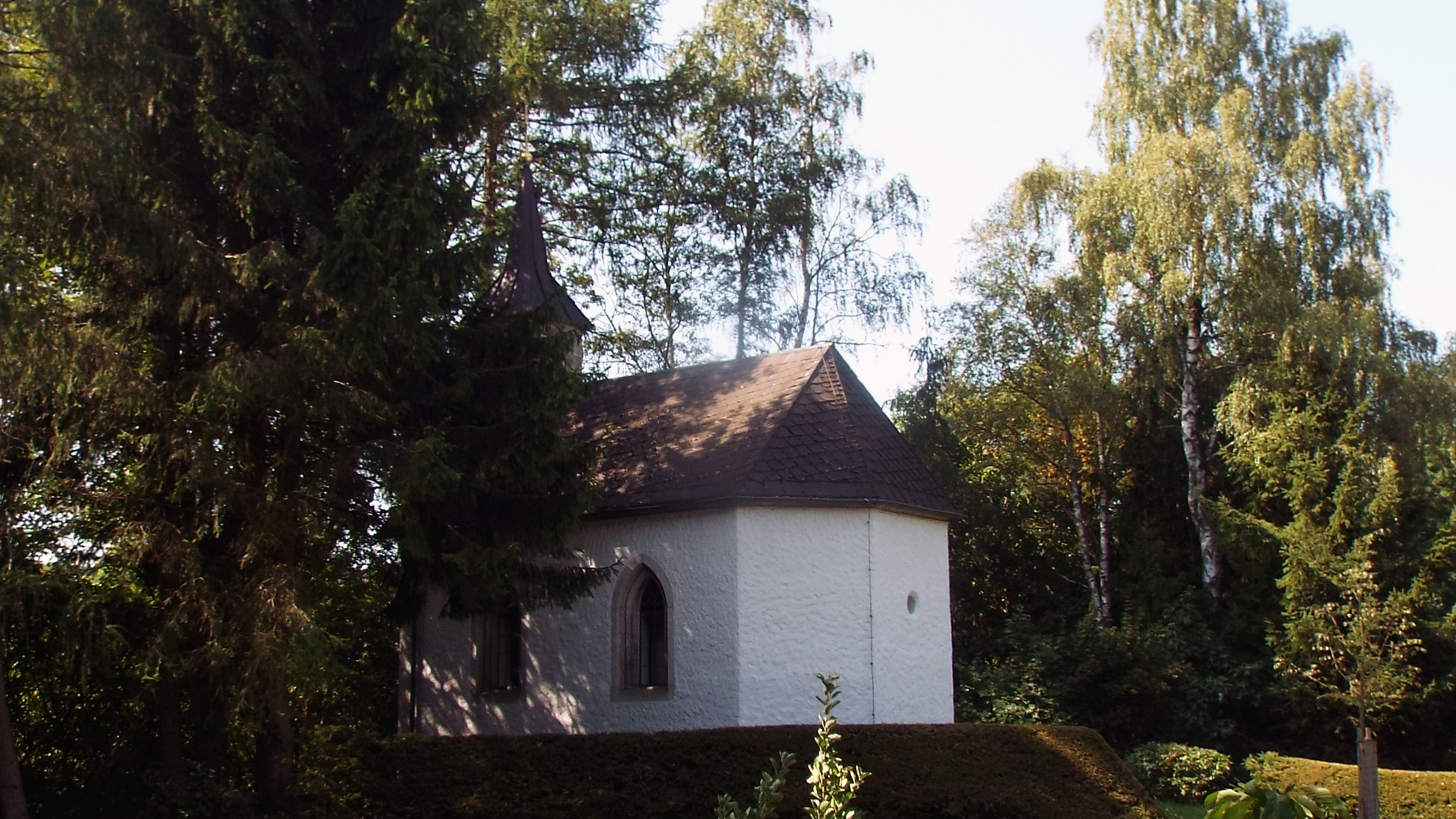
Die Kapelle „Heilige Dreifaltigkeit“

Die am nordöstlichen Ortsrand des Dorfes stehende Kapelle „Heilige Dreifaltigkeit“ steht unter Denkmalschutz. Bei diesem Baudenkmal handelt es sich um einen neugotischen Werksteinbau mit Satteldach, der aus der zweiten Hälfte des 19. Jahrhunderts stammt.
- Liste der Baudenkmäler in Grünberg